# Ophelia (brano musicale)
Ophelia è una canzone scritta da Robbie Robertson che venne inizialmente incisa dai The Band nel loro album Northern Lights – Southern Cross del 1975, estraendosi come singolo principale. Apparve in diversi album dal vivo e compilation del gruppo, oltre che venire interpretata da artisti come Vince Gill e il gruppo My Morning Jacket.

## Il brano
Il testo narra dei tentativi del cantante di ritrovare la sua Ophelia, il cui tipo di relazione con il narratore non è mai reso esplicito.  L'autore Craig Harris la ritiene un'amica di vecchia data del cantante, mentre per il critico musicale Nick DeRiso la ragazza è la sua amante.  Il giovane scopre però che Ophelia ha lasciato la città, apparentemente di fretta.  Secondo il biografo della Band Barney Hoskyns, il nome Ophelia non alluderebbe al personaggio amletico di Shakespeare, quanto al vero nome dell'attrice Minnie Pearl. 
Ophelia è una canzone a ritmo veloce con somiglianze presenti in brani precedenti della Band come The W.S. Walcott Medicine Show dell'album Stage Fright e Life is a Carnival da Cahoots.  Oltre a ciò ha un gusto che si avvicina ai motivi del Dixieland.  DeRiso nota anche una mistura tra elementi rustici e moderni nella musica.  A detta di Hoskyns, Ophelia ha "la stessa cadenza che infonde buon umore che la voce di Helm riesce a trasmettere anche in Up on Cripple Creek." Garth Hudson esegue molteplici strumenti musicali, tra cui un sintetizzatore, ottoni e legni, che contribuisce significativamente al già citato sapore melodico di Dixieland.  Ciò che si ottiene, secondo DeRiso, è nient'altro che il risultato del "trionfo di Hudson, il suo testamento musicale, il suo capolavoro".  Robertson esegue una più prominente parte alla chitarra di quanto tipicamente avesse suonato nelle canzoni precedenti.
Robertson dichiarò “La progressione di accordi in Ophelia era qualcosa che sembrava fosse uscita dagli anni '30. La narrazione di storie era antica e moderna allo stesso tempo. Il modernismo totale nel suono, nell'arrangiamento, era di primaria importanza nella sperimentazione di Garth. È indiscutibilmente una delle sue esecuzioni migliori, secondo me, di ogni canzone della Band.”

## Accoglienza
Secondo il critico di Rolling Stone Mark Kemp, Ophelia è uno dei tre brani di Northern Lights – Southern Cross, insieme a Acadian Driftwood e It Makes No Difference, nel quale "Robertson riafferma la sua reputazione di uno dei più grandi compositori del rock."

## Altre apparizioni
Ophelia compare in molte compilation della Band tra cui The Best of The Band (1976), To Kingdom Come: The Definitive Collection (1989), Greatest Hits (2000), Across the Great Divide (1994) e A Musical History (2005).  Una versione live appare nel film L'ultimo valzer e nell'album omonimo estratto.  Un'ulteriore esecuzione dal vivo è presente in Live in Tokyo 1983
I My Morning Jacket reinterpretarono Ophelia nell'album tributo Love for Levon. Vince Gill incise una cover per la colonna sonora del film del 1994 Maverick. L'Animal Liberation Orchestra registrò una versione nel disco bonus dell'album tributo del 2007 Endless Highway: The Music of The Band.
Ophelia venne eseguita durante la prima performance dei Dr. Teeth and The Electric Mayhem al Outside Lands Festival nel 2016.